# Clytie illunaris
Clytie illunaris är en fjärilsart som beskrevs av Jacob Hübner 1818. Clytie illunaris ingår i släktet Clytie och familjen nattflyn. Inga underarter finns listade i Catalogue of Life.